# Пункт Дідо
Пункт Дідо (Didot point, французький пункт, French point) — одиниця вимірювання, прийнята в типографській системі мір. Один пункт Дідо дорівнює 0,376 мм. Система, основана на пункті Дідо в докомп'ютерну еру була широко розповсюджена в континентальній Європі. 1 пункт Дідо дорівнює 1,07 англійського пункту або 0,0148 дюйму.
Назва походить від прізвища династії французьких видавників Дідо.